# Abdi Farah Shirdon Saaid
Abdi Farah Shirdon Saaid (in somalo Cabdi Faarax Shirdoon Saacid, in arabo عبدي فارح شردون سعيد‎?; Dusa Mareb, 1959) è un politico e imprenditore somalo.
Originario della Regione del Galgudud, membro del clan Darod, è sposato con l'attivista Asha Haji Elmi.
Dopo aver studiato Economia presso l'Università nazionale somala di Mogadiscio ed ha successivamente lavorato per il Ministero delle Finanze durante il regime di Siad Barre.
Ha poi lasciato l'impiego governativo per dedicarsi all'attività di imprenditore.
Dopo lo scoppio della Guerra civile somala si è rifugiato a Nairobi, in Kenya dove ha gestito una fiorente attività di import-export.
Nominato Primo ministro dal Presidente Hassan Sheikh Mohamoud, ha ricoperto tale carica dal 17 dicembre 2012 al 21 dicembre 2013. Ha manifestato la volontà di concentrare l'azione di governo nella lotta alla corruzione ed allo sviluppo delle istituzioni previste della nuova Costituzione somala.

## Primo ministro
Il 6 ottobre 2012, Shirdon fu nominato Primo ministro dal Presidente Hassan Sheikh Mohamud, succedendo ad Abdiweli Mohamed Ali. La scelta, dovuta in particolare alla sua precedente carriera accademica, fu accolta con manifestazioni favorevoli nella sua città natale Dusa Mareb ed a Buuhoodle; l'amministrazione autonoma del Puntland manifestò apprezzamento per il nuovo premier e sostegno al nuovo sistema di governo federale. Shirdon dichiarò di voler nominare un Governo che combattesse la corruzione nelle istituzioni, ed espresse fedeltà alla nuova Costituzione. Il 17 ottobre ricevette la fiducia del Parlamento con 215 voti a favore su 275. Anche l'inviata delle Nazioni Unite per la Somalia, Augustine Mahiga, lodò la sua nomina come segno del progresso della Somalia e prospettiva di ricostruzione.
Il 4 novembre Shirdon nominò un Consiglio di 10 Ministri, tra cui due donne: Fowsiyo Yussuf Haji Aadan, agli Affari Esteri, e Maryam Kassim, allo Sviluppo Sociale. Il Governo ottenne la fiducia del Parlamento il 13 novembre, con 219 voti favorevoli, 3 contrari e 3 astenuti.
Nel febbraio 2013, Shirdon nominò una Commissione sui diritti umani, di 13 membri, a seguito di consultazioni con la società civile e col Presidente del Parlamento, Mohamed Osman Jawari. La Commissione, presieduta dall'attivista Maryam Yusuf Sheikh Ali, una delle quattro donne presenti, aveva l'obiettivo di rilevare abusi contro i diritti umani e intimidazioni ai danni di giornalisti.
Nel febbraio 2013 il premier Shirdon, il Ministro della Difesa, Abdihakim Mohamoud Haji-Faqi, quello degli Interni, Abdikarim Hussein Guled, e il vicepresidente del Parlamento, Jaylaani Nur Ikar, intrapresero anche un tour propagandistico nella Somalia per incontrare la popolazione ed esprimere sostegno alle amministrazioni locali nel processo di riconciliazione nazionale e di ricostruzione dei servizi pubblici, conclusosi con un accordo con l'amministrazione autonoma del Galguduud e con il gruppo Ahlu Sunna Waljama'a .
Il 18 aprile l'ufficio del premier annunciò l'approvazione di una bozza di legge contro il terrorismo, che, oltre a dare una definizione legale di terrorismo, disciplinava le procedure interne alle agenzie di intelligence e di sicurezza nazionale, ispirandosi alle best practices internazionali.
Il 2 maggio il Governo lanciò una nuova politica di gestione delle finanze pubbliche, per snellire e rafforzare il sistema pubblico, fornire informazioni trasparenti, accurate e tempestive sul Bilancio pubblico, efficientare la spesa pubblica e concentrarla sui settori più importanti, migliorare il controllo sul prelievo fiscale. Il costo dell'operazione fu preventivato in 26 milioni di USD, ripartiti in quattro anni.
Il 30 maggio, su iniziativa del Ministro dell'Interno, il Governo istituì un'agenzia nazionale per il coordinamento della risposta pubblica in caso di calamità naturali.
Il 10 giugno, su iniziativa del Ministero del Commercio e dell'Industria, Mohamoud Ahmed Hassan, il Governo presentò una proposta di legge per facilitare gli investimenti esteri, definendo una stabile cornice legale per gli investitori stranieri, così da creare condizioni facilitanti per le imprese.
Il 13 giugno, su iniziativa del Ministro delle Comunicazioni, Abdullahi Ilmoge Hirsi, il Governo presentò una proposta di legge per istituire l'aviazione civile somala, così da riassumere il controllo dello spazio aereo del Paese, sviluppando professionalità nazionali nel settore e creando nuove opportunità di impiego.
Il 14 novembre il Governo approvò una legge per la riapertura dell'Università nazionale somala, i cui 13 dipartimenti, attivi fino allo scoppio della guerra civile del 1991, avevano fornito istruzione superiore ad oltre 15'000 studenti e dato lavoro a 700 addetti; il costo della riapertura fu preventivato in 3,6 milioni di USD.
Il 6 ottobre 2013 il premier Shirdon annunciò un rimpasto di governo, a seguito di dichiarazioni che chiedevano le sue dimissioni, ribadendo che sotto il proprio Governo gli stipendi mensili si fossero incrementati da 2,5 a 10 milioni di USD. A novembre, il Presidente Hassan Sheikh Mohamud, su pressione del Ministro di Stato per la Presidenza, Farah Abdulkadir, chiese formalmente le dimissioni del premier Shirdon, adducendo come motivazione l'inefficacia del suo Governo. Il 12 novembre Shirdon confermò l'esistenza di una disputa tra lui e il Presidente Hassan, ribadendo di voler seguire la via costituzionale e parlamentare. La disputa concerneva la formazione del Governo, in merito alla quale gli artt. 90, 100 e 69 della Costituzione attribuiscono al Presidente la nomina del premier, ed a questi quella dei Ministri, mentre al Parlamento il potere di approvarle o respingerle attraverso un voto di fiducia.
Il 24 novembre fu presentata al Parlamento una mozione di sfiducia contro l'operato del premier Shirdon da parte di 168 deputati, contestata invece dai parlamentari favorevoli al suo governo. Il 1º dicembre, 140 deputati, guidati dall'ex Presidente del Parlamento, Sharif Hassan Sheikh Adan, votarono contro la richiesta del premier di conferire all'Assemblea sui risultati del Governo, che protestò di avere il diritto di difendersi dalle accuse rivoltegli. Il giorno seguente si tenne un voto di fiducia contro il Governo, con 184 voti contrari e 65 favorevoli, secondo il Presidente del Parlamento Jawari. Il 5 dicembre Shirdon dichiarò di accettare la sfiducia, pur esprimendo disappunto per non aver avuto l'opportunità di parlare al Parlamento. L'inviato delle Nazioni Unite in Somalia Nicholas Kay elogiò il premier uscente Shirdon per gli sforzi nel promuovere crescita e progresso in Somalia, e nella realizzazione del New Deal Compact tra la Somalia e i partner internazionali. Il 12 dicembre il Presidente Mohamud nominò Abdiweli Sheikh Ahmed come nuovo Primo Ministro.